# Selago florifera
Selago florifera är en flenörtsväxtart som beskrevs av O.M. Hilliard. Selago florifera ingår i släktet Selago och familjen flenörtsväxter. Inga underarter finns listade i Catalogue of Life.